# Девін Ретрей
Девін Д. Ретрей (англ. Devin Ratray; нар. 11 січня 1977, Нью-Йорк, США) — американський актор, музикант і виконавець пісень, що став відомим після виходу на екран фільмів «Сам удома» та «Сам удома 2: Загублений в Нью-Йорку».

## Життєпис
Девін Ретрей народився 1977 року в Нью-Йорку в родині Енн Вілліс та Пітера Ретрея. Вперше він з'явився на екрані у дев'ятирічному віці. Це був фільм «Де діти?», знятий 1986 року. Девіну пропонували головні ролі, як і іншим молодим акторам до виконання ним ролі старшого брата Кевіна МакКаллістера — Базза у фільмі «Сам удома», що стала для нього піком популярності. У цій ролі він також був затверджений у продовженні фільму, який випустила кіностудія «20th Century Fox» до 1992 року — «Сам удома 2: Загублений в Нью-Йорку» про подорож родини МакКалістерів з Маямі до Нью-Йорка. 2021 року повернувся до цього образу в ребуті «Сам удома».
Ретрей грав другорядних персонажів в «Маленьких монстрах» (у ролі хулігана Ронні Коулмена), «Деннісі-Мучителі» (у ролі приятеля однієї з нянь Денніса Міккі) та епізодичну в «Поліцейських під прикриттям» (у ролі Мартіна). Наступною роллю для нього була участь у фільмі «Принц і я» (в ролі комп'ютерно-залежного сусіда Скотті). Актор постійно був зайнятий роботою на MTV в серіалі «Damage Control», і особливо режисером еротичного фільму під назвою «Crazy Motor Hos», в якому також грав героя у формі капітана військово-морського флоту.
Ретрей з'явився в епізоді серіалу «Закон і порядок» у ролі психічно хворого вбивці Річарда Елама. Значно пізніше у тому ж серіалі він виступив у ролі антагоніста. У його кінокар'єрі був образ асистента в науковій лабораторії, що шепелявить, у фільмі «Слизький шлях» (2006), а ще Джиммі Лінк — у «Послідовному» (2007). 2009 року на широкий екран вийшов фільм «Сурогати» з Ретреєм у ролі Боббі Сондерса.
Наприкінці 2007 року, документальна знімальна група знімала спроби Ретрея підкорити серце держсекретаря США Кондолізи Райс. Він використовував «любовні диски» — любовні листи, покладені на музику з відеозображенням — для виконання серенади, які вирушили з Нью-Йорка, в Алабаму, Денвер, Пало-Альто та Вашингтон, округ Колумбія, щоб ефективніше залицятися за нею. Так вийшов фільм «Залицяючись за Конді». Також Девін Ретрей знявся в одній із серії («Справжні мисливці за привидами») серіалу «Надприродне». Ретрей конкурував у ігровому шоу Cash Cab та згодом програв.
У 2011 році Ретрей грав менеджера із загальних фондів, спійманого в пастку в ліфті Волл-стріт із вісьмома незнайомцями у призупиненому трилері «Ліфт».
Ретрей у 2013 році грав Коула у фільмі «Небраска», Бена Гефні у «Катастрофі» та з'явився у «Примарному патрулі».
Ретрей також входив до складу музичного гурту, утвореному ним і спочатку названому «Маленький Білл та Беклійці», в якому він виступає як автор, вокаліст і гітарист. Гурт виступає з концертами у місті, де було створено — у Нью-Йорку. 1994 року закінчив середню школу музики, мистецтва та виконавських дисциплін імені Фьорелло Ла Гуардія.

## Звинувачення в домашньому насильстві та зґвалтуванні
8 грудня 2021 року Ретрей нібито задушив свою дівчину в готельному номері в Оклахомі. Він був «притягнутий до кримінальної відповідальності за насильство в сім'ї та побиття шляхом удушення, тяжкий злочин, а також за насильство в сім'ї та побиття». Після сварки вони удвох повернувся до готелю та «потім Ретрей штовхнув свою дівчину на ліжко в кімнаті, притиснув одну руку до її горла, іншою рукою притиснув їй рот і застосував силу, згідно з показаннями під присягою». Стверджується, що коли Ретрей напав на свою дівчину, він сказав їй: «Ось як ти помреш».
У серпні 2022 року поліція оголосила, що Ратрей перебуває під слідством за ймовірне зґвалтування, яке сталося у вересні 2017 року. Передбачувана жертва, яка дружила з Ретреєм протягом 15 років, почула про звинувачення у домашньому насильстві у 2021 році, звинуватила Ретрея у вживанні наркотиків.

## Фільмографія
| Рік       |     | Українська назва                                   | Оригінальна назва                     | Роль                     |
| --------- | --- | -------------------------------------------------- | ------------------------------------- | ------------------------ |
| 1986      | ф   | Де діти?                                           | Where Are the Children?               | Ніл Кіні                 |
| 1987      | тф  | Якщо сьогодні вівторок, це все ще має бути Бельгія | If It's Tuesday, This Must Be Belgium | ім'я персонажа невідомо  |
| 1988      | ф   | Річкові пірати                                     | Good Old Boy: A Delta Boyhood         | Бубба                    |
| 1988      | ф   | Зітс                                               | Zits                                  | Оскар                    |
| 1989      | с   | Хартленд                                           | Heartland                             | Гас Стаффорд             |
| 1989      | ф   | Маленькі монстри                                   | Little Monsters                       | Ронні Колеман            |
| 1989      | ф   | Це парі варто виграти                              | Worth Winning                         | Говард Ларімор мл.       |
| 1990      | ф   | Сам удома                                          | Home Alone                            | Базз Маккаллістер        |
| 1991      | тф  | Ідеальна гармонія                                  | Perfect Harmony                       | Шелбі                    |
| 1992      | ф   | Сам удома 2: Загублений у Нью-Йорку                | Home Alone 2: Lost in New York        | Базз Маккаллістер        |
| 1993      | ф   | Денніс-мучитель                                    | Dennis the Menace                     | Міккі                    |
| 1995—2006 | с   | Закон і порядок                                    | Law & Order                           | Річард Елам              |
| 1996      | с   | Поліцейські під прикриттям                         | New York Undercover                   | Мартін                   |
| 1997      | ф   | Сильні остров'яни                                  | Strong Island Boys                    | Кел                      |
| 2001      | кф  | Білл                                               | The Bill                              | бандит                   |
| 2002      | с   | Третя зміна                                        | Third Watch                           | Майк                     |
| 2004      | ф   | Принц і я                                          | The Prince & Me                       | Скотті                   |
| 2004      | с   | Закон і порядок: Злочинний намір                   | Law & Order: Criminal Intent          | Кенні Майлз              |
| 2006      | ф   | Слизький шлях                                      | Slippery Slope                        | лабораторний асистент    |
| 2006      | с   | Переконання                                        | Conviction                            | Піт Гаррісон             |
| 2007      | ф   | Послідовний                                        | Serial                                | Джиммі Лінк              |
| 2007      | ф   | Солодка північ                                     | The Cake Eaters                       | Джей Джей                |
| 2008      | док | Доглядаючи за Конді                                | Courting Condi                        | грає себе                |
| 2009      | тф  | Суперагент                                         | The Superagent                        | ведучий                  |
| 2009      | ф   | 2 боби                                             | The 2 Bobs                            | горизонтальний боб       |
| 2009      | ф   | Сезон перемог                                      | The Winning Season                    | офіцер безпеки           |
| 2009      | ф   | Сурогати                                           | Surrogates                            | Боббі Сондерс            |
| 2009      | ф   | Літаючі ножиці                                     | The Flying Scissors                   | Рок                      |
| 2009      | ф   | Точка розлому                                      | Breaking Point                        | Кевін                    |
| 2010      | тф  | Брудна робота                                      | Odd Jobs                              | Джо Беннон               |
| 2011      | с   | Закон і порядок: Спеціальний корпус                | Law & Order: Special Victims Unit     | Елдон Белоу              |
| 2011      | ф   | Ліфт                                               | Elevator                              | Мартін                   |
| 2012      | с   | Гарна дружина                                      | The Good Wife                         | Кевін Костас             |
| 2013      | ф   | Побічний ефект                                     | Side Effects                          | пацієнт                  |
| 2013      | ф   | Катастрофа                                         | Blue Ruin                             | Бен Гефні                |
| 2013      | ф   | Небраска                                           | Nebraska                              | Коул                     |
| 2013      | ф   | Примарний патруль                                  | R.I.P.D.                              | Пуласки                  |
| 2013      | с   | В полі зору                                        | Person of Interest                    | Beat Cop                 |
| 2014      | с   | Американська освіта                                | An American Education                 | Рон Гельман              |
| 2015      | с   | Агент Картер                                       | Agent Carter                          | Шелдон Макфі             |
| 2015      | ф   | Будівництво                                        | Construction                          | Рей                      |
| 2015      | ф   |                                                    | The Lennon Report                     | Філ Бернштейн            |
| 2015      | ф   |                                                    | 3rd Street Blackout                   | Адам Даддаріо            |
| 2016      | ф   | Призвідники                                        | Masterminds                           | Ранні                    |
| 2018      | с   | Гаваї 5.0                                          | Hawaii Five-0                         | Гарріс Стабмен           |
| 2018      | с   | Хороша боротьба                                    | The Good Fight                        | Кевін Костас             |
| 2019      | с   | Медики Чикаго                                      | Chicago Med                           | Томмі Берк               |
| 2015      | с   | Матрьошка                                          | Russian Doll                          | замовник гастроному      |
| 2021      | ф   | Сам удома                                          | Home Sweets Home Alone                | Базз Маккалістер (камео) |
| 2022      | ф   | Кімі                                               | KIMI                                  | Кевін                    |
| 2022      | с   | Краще подзвоніть Солу                              | Better Call Saul                      | Alfred Hawthorne Hill    |